# ویلزوم (آلمان)
ویلزوم (به آلمانی: Wilsum) یک شهر در آلمان است که در گرافشافت بنتهایم واقع شده‌است. ویلزوم ۱٬۷۱۸ نفر جمعیت دارد.